# Alexander Abasjeli
Alexander Abasjeli var en pseudonym för Aleksandre (Isak) Besarionis dze Tjotjia (15 augusti 1884 - 27 september 1954), en georgisk poet, prosaförfattare och science fiction-författare. Han föddes i en bondefamilj nära Abasja.
21 år gammal var han inblandad i den första ryska revolutionen 1905 och landsförvisades till Solvytjegodsk 1906. När han återvände till Georgien 1908 hade han funnit sitt kall. Han skrev för lokal press och hans första text publicerades först på ryska, och sedan på georgiska i Georgien. Han var influerad av sin samtids fashionabla trender av symbolik i sin första samling med texter 1913 som senare, på engelska, gavs namnet "The Smile of the Sun"  och som blivit synonymt med vad som har beskrivits av kritiker som "Kult of the Sun".
År 1921 invaderades den då relativt färska republiken Georgien av Röda armén. Alexander Abasjeli allierade sig först med Georgiens motstånd mot den nya, kommunistiska sovjetiska regimen. Hans poesi i Decadence karakteriseras av en känsla av hopplöshet och besvikelse trots hans revolutionära idéer under ungdomsåren. Men ganska snabbt förvärrades det politiska förtrycket i Sovjetunionen under Josef Stalin, en landsman till Abasjeli. Så småningom antog Abasheli en mer konformistisk linje, och så småningom hade han helt anpassat till de marxist-leninistiska ideologiska dogmerna till den grad att han samarbetade med Grigol Abasjidze och skrev texten till Georgiska SSR:s nationalsång, där samtliga tre verser hyllade Josef Stalin. Referenserna till Stalin togs bort efter dennes död som en del av Nikita Chrusjtjovs avstaliniseringsprogram.
Abasjeli är också ihågkommen som författaren av den första georgiska science fiction-kortromanen –  "En kvinna i Spegeln" (1930). Flera av hans dikter översattes till ryska av Boris Pasternak.